# Karl Mohr (Politiker, 1820)
Karl Anton Mohr (* 4. Oktober 1820 in Niederneisen; † 4. Oktober 1885 ebenda) war Landwirt und Mitglied des Deutschen Reichstags.

## Leben
Mohr erhielt die gewöhnliche Schulbildung und wurde Landwirt in Niederneisen bei Diez. Er war Mitglied des Kreisbezirksrats von 1849 bis zur Wiederaufhebung der Nassauischen Kreisverfassung 1854. Später wurde er für die Jahre 1856 und 1857 in die Nassauische Ständeversammlung gewählt, welcher er dann später von 1863 bis 1866 wieder angehörte. Nach der Annexion von 1867 war er bis 1872 Vertreter des Untertaunuskreises im Preußischen Abgeordnetenhaus und von 1874 bis zu seinem Tode für den Unterlahnkreis.
Von 1881 bis zu seinem Tode war er Mitglied des Deutschen Reichstags für den Wahlkreis Regierungsbezirk Wiesbaden 1 Obertaunus, Höchst, Usingen und die Deutsche Fortschrittspartei.